# Rottboellia paradoxa
Rottboellia paradoxa är en gräsart som beskrevs av De Koning och Marc Simon Maria Sosef. Rottboellia paradoxa ingår i släktet Rottboellia och familjen gräs. Inga underarter finns listade i Catalogue of Life.